# Архидієцезія Кошиці

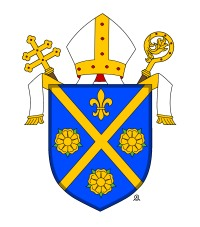
Герб архідієцезії

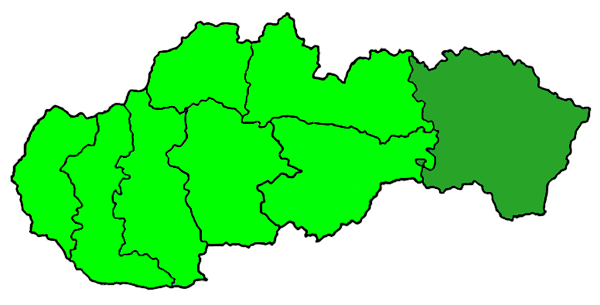
Схема архідієцезії

Архидієце́зія Ко́шиці (лат. Archidioecesis Cassoviensis) — архідієцезія Римо-католицької церкви з центром у місті Кошиці, Словаччина.
У митрополію Кошиці входять єпархії Рожнява, Спіша. Кафедральним храмом дієцезії Кошиці є собор Святої Єлизавети Угорської.

## Історія
9 серпня 1804 року Папа Римський Пій VII випустив буллу In universa gregis, якою заснував дієцезію Кошиці, виділивши її з архідієцезії Егера. У цей самий день дієцезія Кошиці увійшла в митрополію Егера.
2 вересня 1937 року Римський папа Пій XI видав буллу Ad ecclesiastici, якою підпорядкував дієцезію Кошиці безпосередньо Святому Престолу.
30 грудня 1977 року дієцезія Кошиці увійшла до складу митрополії міста Трнава.
31 березня 1995 року Папа Римський Іван Павло II видав буллу Pastorali qiudem permoti, якою звів дієцезію Кошиці в ранг архідієцезії.

## Ординарі архієпархії
- Єпископ Андрій (Андре) Сабо (20.08.1804 — 28.09.1819);
- Єпископ Штефан (Іштван) Чех (8.01.1821 — 4.06.1831);
- Єпископ Імріх Палудьяі (24.02.1832 — 18.02.1839) — призначений єпископом Нітри;
- Єпископ Антон очки (17.05.1838 — 11.09.1848);
- Єпископ Йожеф Кунст (20.05.1850 — 15.03.1852) — призначений архієпископом Калоча;
- Єпископ Ігнац Фабрі (15.03.1852 — 26.06.1867);
- Єпископ Ян Пергер (13.03.1868 — 5.04.1876);
- Єпископ Конштантін Шустер (1.07.1877 — 17.03.1887) — призначений єпископом Ваца;
- Єпископ Зигмунд Бубіч (30.05.1887 — жовтень 1906);
- Єпископ Августин Фішер-Колбріе (6.08.1906 — 17.05.1925);
- Єпископ Йозеф Чарский (12.12.1925 — 11.11.1938) — призначений апостольським адміністратором словацьких парафій дієцезій Кошиці, Рожнява та Сату-Маре;
- Єпископ Стефан Мадарас (19.07.1939 — 8.08.1948);
- Єпископ Йозеф Чарский (28.02.1945 — 11.03.1962);
- Єпископ Штефан Ондерко (11.03.1962 — 1990) — генеральний вікарій;
- Архієпископ Алойзі Ткач (14.02.1990 — 4.06.2010);
- Архієпископ Бернард Бобер (4.06.2010 — по теперішній час).